# Jonquières (Vaucluse)
Jonquières (okzitanisch Jonquieras) ist eine südfranzösische Gemeinde im  Département Vaucluse in der Region Provence-Alpes-Côte d’Azur. Die Einwohnerzahl beträgt 5213 (Stand 1. Januar 2022). Die Gemeinde gehört zum Arrondissement Carpentras und ist Mitglied im Gemeindeverband Communauté de communes Pays d’Orange en Provence. Die Bewohner werden Jonquiérois und Jonquiéroises genannt.

## Geographie
Jonquières liegt im unteren Rhonetal, etwa acht Kilometer ostsüdöstlich des Zentrums von Orange und etwa 20 Kilometer nordnordöstlich von Avignon. Das Gemeindegebiet wird im Osten durch den Fluss Ouvèze begrenzt. Im Nordosten der Gemeinde verläuft der Canal de Carpentras. Mit einem Minimum von 46 Höhenmetern auf der Höhe der Ouvèze im Südosten und einem Maximum von 85 Metern im Nordosten in der Nähe des Weilers Saint-Joseph weist die Stadt eine geringe Höhe auf. Es handelt sich hauptsächlich um eine Schwemmebene mit einigen kleinen Erhebungen im Norden.
Umgeben wird Jonquières von den Nachbargemeinden Camaret-sur-Aigues im Norden und Nordwesten, Violès und Vacqueyras im Nordosten, Sarrians im Osten und Südosten, Courthézon im Süden und Südwesten sowie Orange im Westen.
Durch die Gemeinde führen die früheren Route nationale 550 (heute: D950) und 577 (D977).

## Bevölkerungsentwicklung
| Jahr                     | 1962 | 1968 | 1975 | 1982 | 1990 | 1999 | 2006 | 2017 |
| ------------------------ | ---- | ---- | ---- | ---- | ---- | ---- | ---- | ---- |
| Einwohner                | 2524 | 2697 | 3064 | 3351 | 3780 | 3926 | 4268 | 5399 |
| Quellen: EHESS und INSEE |      |      |      |      |      |      |      |      |

## Sehenswürdigkeiten
- Kirche Saint-Mappalice, 1137 bereits erwähnt
- Landgut, genannt „La Terre de Causans“, ab 1141 errichtet, seit 1997 in Teilen als Monument historique eingeschrieben
- Schloss Beauregard, ab 1630 errichtet
- Burg Malijay, als Bastide von Sauzeret im 13. Jahrhundert erbaut, nur noch in Ruinen überliefert

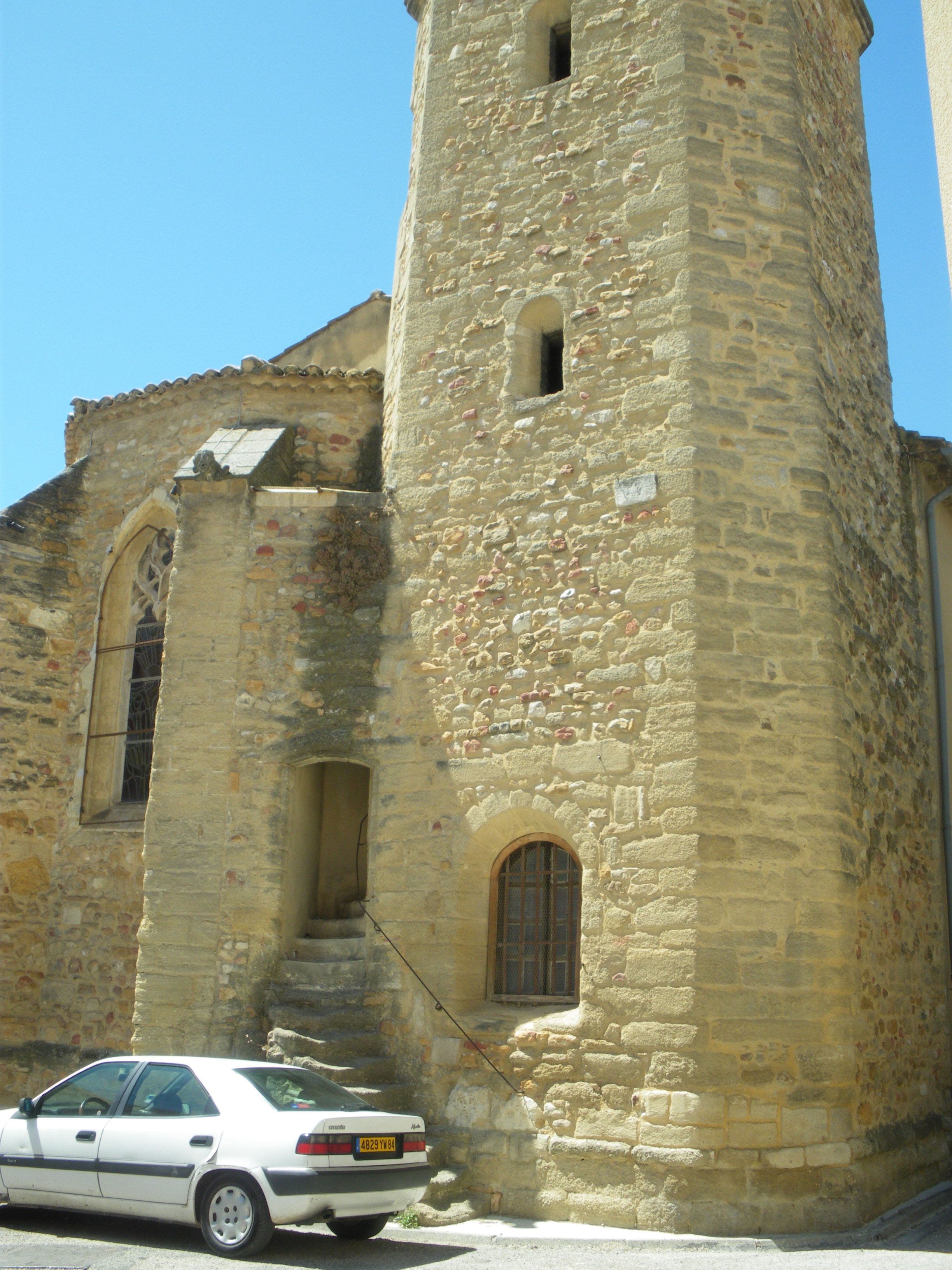
Kirche Saint-Mappalice
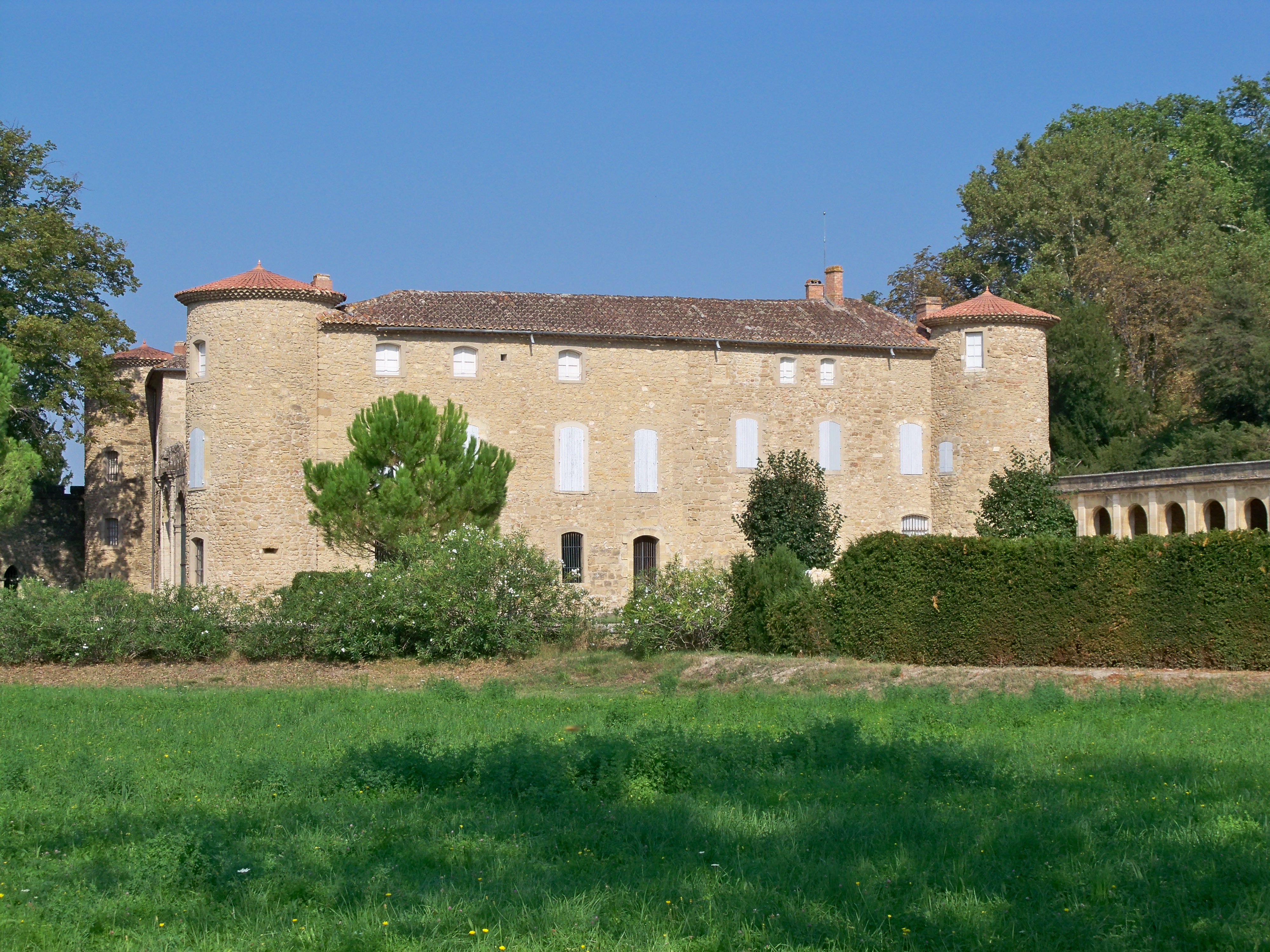
Teil des Landguts Causans

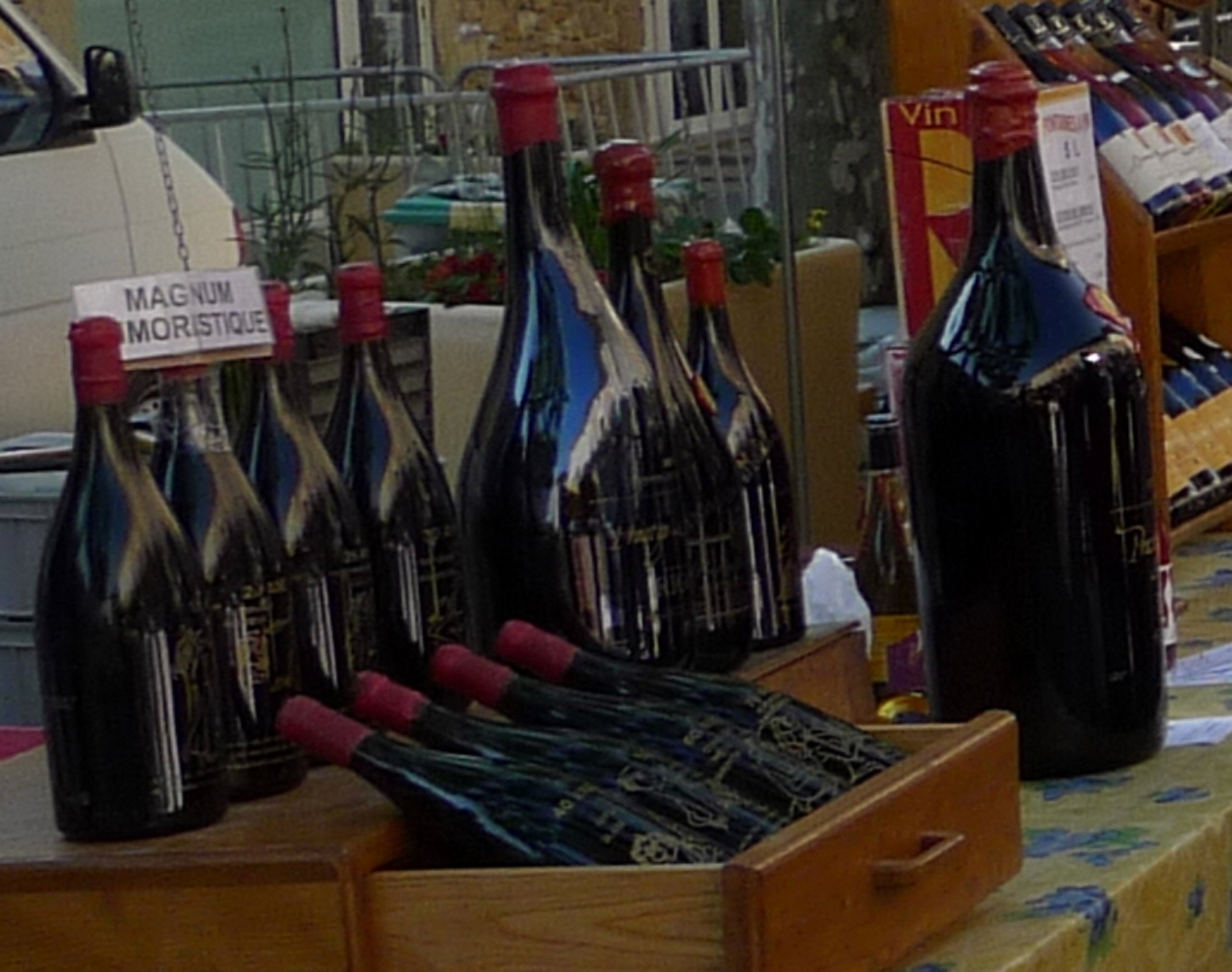
Magnum-Weinflaschen in Jonquières

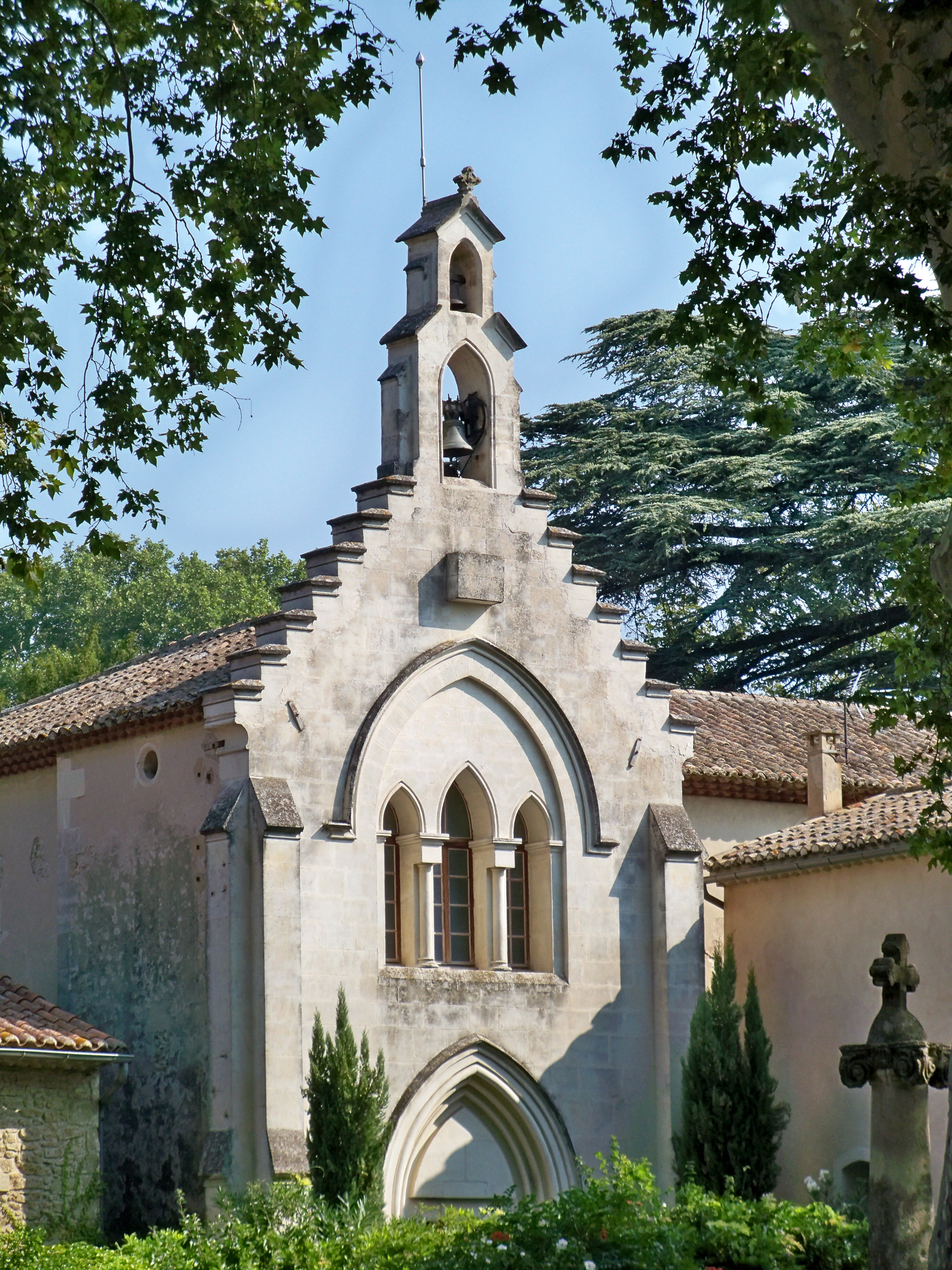
Kirche von Causans

## Wirtschaft
Jonquières gehört zu den Weinbaugebieten Côtes du Rhône und Côtes du Rhône Villages.